# André the Giant (película)
André the Giant es una película documental de televisión de 2018 basada en la vida del luchador profesional y actor francés André René Roussimoff, más conocido como André the Giant. El documental recorre la vida de André, como el gigantismo que afrontaba, la etapa juvenil en Francia, sus inicios en la lucha libre profesional y posterior paso por la WWE, además de su faceta como actor.
La película presenta luchadores profesionales y personalidades de los medios como Vince McMahon, Hulk Hogan, Pat Patterson, Tim White, Ric Flair, Dave Meltzer, Arnold Schwarzenegger, así como miembros de la familia que hablan sobre la vida de André.
Fue producida por Janine Marmot y Bill Simmons, quienes se habían interesado anteriormente en crear un documental sobre André.

## Recepción
El sitio web de agregación de reseñas Rotten Tomatoes informa un índice de aprobación del 96%, basado en 23 reseñas, con una calificación promedio de 8.4/10. El consenso del sitio web dice: "Bien elaborado y entretenido, Andre the Giant es una celebración convincente de una leyenda de la lucha libre". Metacritic, que utiliza un promedio ponderado, asignó a la película una puntuación normalizada de 78 sobre 100, basada en 6 críticos, lo que indica "críticas generalmente favorables".
En julio de 2018, HBO afirmó que la película André the Giant era el documental deportivo más visto de su historia.